# Liste der Stolpersteine in Haren (Ems)
Die Liste der Stolpersteine in Haren (Ems) enthält alle Stolpersteine, die im Rahmen des gleichnamigen Kunst-Projekts von Gunter Demnig in Haren (Ems) verlegt wurden. Mit ihnen soll der Opfer des Nationalsozialismus gedacht werden, die in Haren lebten und wirkten. Bei einer Verlegung im Juli 2009 wurden bisher insgesamt 12 Stolpersteine verlegt. (Stand: Juni 2019)

## Liste der Stolpersteine
| Bild | Person, Inschrift                                                                                 | Adresse             | Verlegedatum  | Anmerkung |
| --- | ------------------------------------------------------------------------------------------------- | ------------------- | ------------- | --- |
| Bild gesucht Die Wikipedia wünscht sich an dieser Stelle ein Bild vom Ort mit diesen Koordinaten 52.790983 7.239583 . Motiv: fünf Stolpersteine Sternberg Falls du dabei helfen möchtest, erklärt die Anleitung , wie das geht. BW            | Hier wohnte Levy Sternberg Jg. 1867 deportiert Theresienstadt ermordet 21.10.1942                 | Lange Straße 21 ·   | 15. Juli 2012 | Levi Sternberg wurde am 21. Februar 1867 in Haren geboren. Er besaß eine Fleischerei und war Vorsteher der jüdischen Gemeinde. Am 11. November 1938 wurde er gedemütigt und misshandelt. Seine Frau Selma starb im Jahr 1940, Levy Sternberg musste in das „Judenhaus“ in die Marienstraße 4 nach Lingen umziehen. Am 31. Juli 1942 wurde er von dort in das Ghetto Theresienstadt deportiert, wo er am 21. Oktober 1942 starb. |
| Bild gesucht Die Wikipedia wünscht sich an dieser Stelle ein Bild vom hier behandelten Ort. Weitere Infos zum Motiv findest du vielleicht auf der Diskussionsseite . Falls du dabei helfen möchtest, erklärt die Anleitung , wie das geht. BW | Hier wohnte Erich Sternberg Jg. 1904 verhaftet Buchenwald ermordet 1.3.1945                       | Lange Straße 21 ·   | 15. Juli 2012 | Erich Sternberg wurde am 17. März 1904 in Haren geboren. Während der Novemberpogrome 1938 wurde er verhaftet und war bis 17. Dezember 1938 im KZ Sachsenhausen inhaftiert. Am 13. Dezember 1941 wurde er in das Ghetto Riga deportiert, war danach im Außenarbeitslager Bromberg-Ost des KZ Stutthof und ab 16. August 1944 im KZ Buchenwald. Dort wurde er am 1. März 1945 ermordet.                                           |
| Bild gesucht Die Wikipedia wünscht sich an dieser Stelle ein Bild vom hier behandelten Ort. Weitere Infos zum Motiv findest du vielleicht auf der Diskussionsseite . Falls du dabei helfen möchtest, erklärt die Anleitung , wie das geht. BW | Hier wohnte Regine Sternberg geb. Frank Jg. 1906 deportiert ermordet in Stutthof                  | Lange Straße 21 ·   | 15. Juli 2012 | Regine Sternberg wurde am 29. November 1906 als Regine Frank in Altharen geboren. Am 13. Dezember 1941 wurde sie ab Hannover in das Ghetto Riga deportiert und 1944 weiter in das KZ Stutthof. |
| Bild gesucht Die Wikipedia wünscht sich an dieser Stelle ein Bild vom hier behandelten Ort. Weitere Infos zum Motiv findest du vielleicht auf der Diskussionsseite . Falls du dabei helfen möchtest, erklärt die Anleitung , wie das geht. BW | Hier wohnte Leopold Sternberg Jg. 1886 deportiert ermordet in Auschwitz                           | Lange Straße 21 ·   | 15. Juli 2012 | Leopold Sternberg wurde am 4. April 1886 in Haren geboren. Er flüchtete in die Niederlande und war im Durchgangslager Westerbork inhaftiert. Von dort wurde er am 14. September 1943 in das KZ Bergen-Belsen und am 24. Mai 1944 in das Vernichtungslager Auschwitz deportiert, wo er am 27. Mai 1944 ermordet wurde. |
| Bild gesucht Die Wikipedia wünscht sich an dieser Stelle ein Bild vom hier behandelten Ort. Weitere Infos zum Motiv findest du vielleicht auf der Diskussionsseite . Falls du dabei helfen möchtest, erklärt die Anleitung , wie das geht. BW | Hier wohnte Lotte Sternberg Jg. 1924 deportiert ermordet in Auschwitz                             | Lange Straße 21 ·   | 15. Juli 2012 | Lotte Sternberg wurde am 15. Mai 1924 als Tochter von Leopold Sternberg in Haren geboren. Sie flüchtete in die Niederlande und war im Sammellager Westerbork interniert. 1942 wurde sie ab Westerbork in das Vernichtungslager Auschwitz deportiert, wo sie am 30. September 1942 ermordet und später für tot erklärt wurde. |
| Bild gesucht Die Wikipedia wünscht sich an dieser Stelle ein Bild vom Ort mit diesen Koordinaten 52.790283 7.237867 . Motiv: Vier Stolpersteine Frank Falls du dabei helfen möchtest, erklärt die Anleitung , wie das geht. BW                | Hier wohnte Gottfried Frank Jg. 1872 deportiert ?                                                 | Lange Straße 44 ·   | 15. Juli 2012 | Gottfried Frank wurde am 15. Januar 1872 in Haren geboren. Am 13. Dezember 1941 wurde er in das Ghetto Riga deportiert. Sein weiteres Schicksal ist unbekannt. |
| Bild gesucht Die Wikipedia wünscht sich an dieser Stelle ein Bild vom hier behandelten Ort. Weitere Infos zum Motiv findest du vielleicht auf der Diskussionsseite . Falls du dabei helfen möchtest, erklärt die Anleitung , wie das geht. BW | Hier wohnte Sara Frank geb. Reisenheim Jg. 1880 deportiert ermordet in Riga                       | Lange Straße 44 ·   | 15. Juli 2012 | Sara Frank wurde am 7. Oktober 1880 als Sara Reingenheim in Hopsten geboren. Am 13. Dezember 1941 wurde sie in das Ghetto Riga deportiert und später für tot erklärt. |
| Bild gesucht Die Wikipedia wünscht sich an dieser Stelle ein Bild vom hier behandelten Ort. Weitere Infos zum Motiv findest du vielleicht auf der Diskussionsseite . Falls du dabei helfen möchtest, erklärt die Anleitung , wie das geht. BW | Hier wohnte Isaak Frank Jg. 1876 deportiert ermordet in Auschwitz                                 | Lange Straße 44 ·   | 15. Juli 2012 | Isaak Frank wurde am 26. Oktober 1876 in Haren geboren. Am 13. Dezember 1941 wurde er in das Ghetto Riga deportiert. |
| Bild gesucht Die Wikipedia wünscht sich an dieser Stelle ein Bild vom hier behandelten Ort. Weitere Infos zum Motiv findest du vielleicht auf der Diskussionsseite . Falls du dabei helfen möchtest, erklärt die Anleitung , wie das geht. BW | Hier wohnte Iwan Frank Jg. 1923 deportiert ermordet in Riga                                       | Lange Straße 44 ·   | 15. Juli 2012 | Iwan Frank wurde am 2. Juni 1923 in Haren geboren. Am 13. Dezember 1941 wurde er in das Ghetto Riga deportiert. |
| Bild gesucht Die Wikipedia wünscht sich an dieser Stelle ein Bild vom Ort mit diesen Koordinaten 52.790933 7.232117 . Motiv: drei Stolpersteine de Vries Falls du dabei helfen möchtest, erklärt die Anleitung , wie das geht. BW             | Hier wohnte Sally de Vries Jg. 1881 verhaftet 29.7.1942 Buchenwald ermordet 22.9.1942             | Wesuweer Straße 7 · | 15. Juli 2012 | Sally de Vries wurde am 17. Juli 1881 in Haren geboren. Er war mit Bela de Vries verheiratet und hatte mit ihr die gemeinsame Tochter Minna. Ca. 1940 musste die Familie in das „Judenhaus“ in die Marienstraße 4 nach Lingen umziehen. Ab dem 3. Juli 1942 war er im KZ Buchenwald inhaftiert und wurde dort am 22. September 1942 ermordet.                                                                                   |
| Bild gesucht Die Wikipedia wünscht sich an dieser Stelle ein Bild vom hier behandelten Ort. Weitere Infos zum Motiv findest du vielleicht auf der Diskussionsseite . Falls du dabei helfen möchtest, erklärt die Anleitung , wie das geht. BW | Hier wohnte Bela de Vries geb. Mindus Jg. 1887 deportiert 29.7.1942 Auschwitz ermordet 20.10.1944 | Wesuweer Straße 7 · | 15. Juli 2012 | Bela de Vries wurde am 18. Oktober 1886 als Bela Mindus in Papenburg geboren. Sie war mit Sally de Vries verheiratet und hatte eine Tochter Minna. Am 31. Juli 1942 wurde sie in das Ghetto Theresienstadt deportiert und von dort am 19. Oktober 1944 weiter in das Vernichtungslager Auschwitz, wo sie bei Ankunft am 20. Oktober 1944 ermordet wurde.                                                                        |
| Bild gesucht Die Wikipedia wünscht sich an dieser Stelle ein Bild vom hier behandelten Ort. Weitere Infos zum Motiv findest du vielleicht auf der Diskussionsseite . Falls du dabei helfen möchtest, erklärt die Anleitung , wie das geht. BW | Hier wohnte Minna de Vries Jg. 1923 deportiert 29.7.1942 Auschwitz ermordet 3.10.1944             | Wesuweer Straße 7 · | 15. Juli 2012 | Minna de Vries wurde am 31. Juli 1923 als Tochter von Sally und Bela de Vries in Altharen geboren. Am 31. Juli 1942 wurde sie mit ihrer Mutter in das Ghetto Theresienstadt deportiert und am 1. Oktober 1944 in das Vernichtungslager Auschwitz, wo sie vermutlich nach der Ankunft am 3. Oktober 1944 ermordet wurde. |

## Verlegungen
- 15. Juli 2009: 12 Stolpersteine an drei Adressen[18]